# Frøskeland
Frøskeland est une localité du comté de Nordland, en Norvège.

## Géographie
Administrativement, Frøskeland fait partie de la kommune de Sortland.